# كريستيان إيلدر
كريستيان إيلدر (بالإنجليزية: Christian Elder)‏ هو سائق سيارة سباق ومهندس أمريكي، ولد في 6 ديسمبر 1968 في بلومنغتون في الولايات المتحدة، وتوفي في 12 أغسطس 2007 في كورنيليوس في الولايات المتحدة.